# Cosoleto
Cosoleto – miejscowość i gmina we Włoszech, w regionie Kalabria, w prowincji Reggio Calabria.
Według danych na rok 2004 gminę zamieszkiwało 976 osób, 29,6 os./km².